# IC 2753
IC 2753 је галаксија у сазвјежђу Лав која се налази на листи објеката дубоког неба у Индекс каталогу.
Деклинација објекта је + 9° 52' 40" а ректасцензија 11h 21m 59,7s. Привидна величина (магнитуда) објекта IC 2753 износи 15,0 а фотографска магнитуда 16,0.